# Leipziger Straße 2 (Magdeburg)

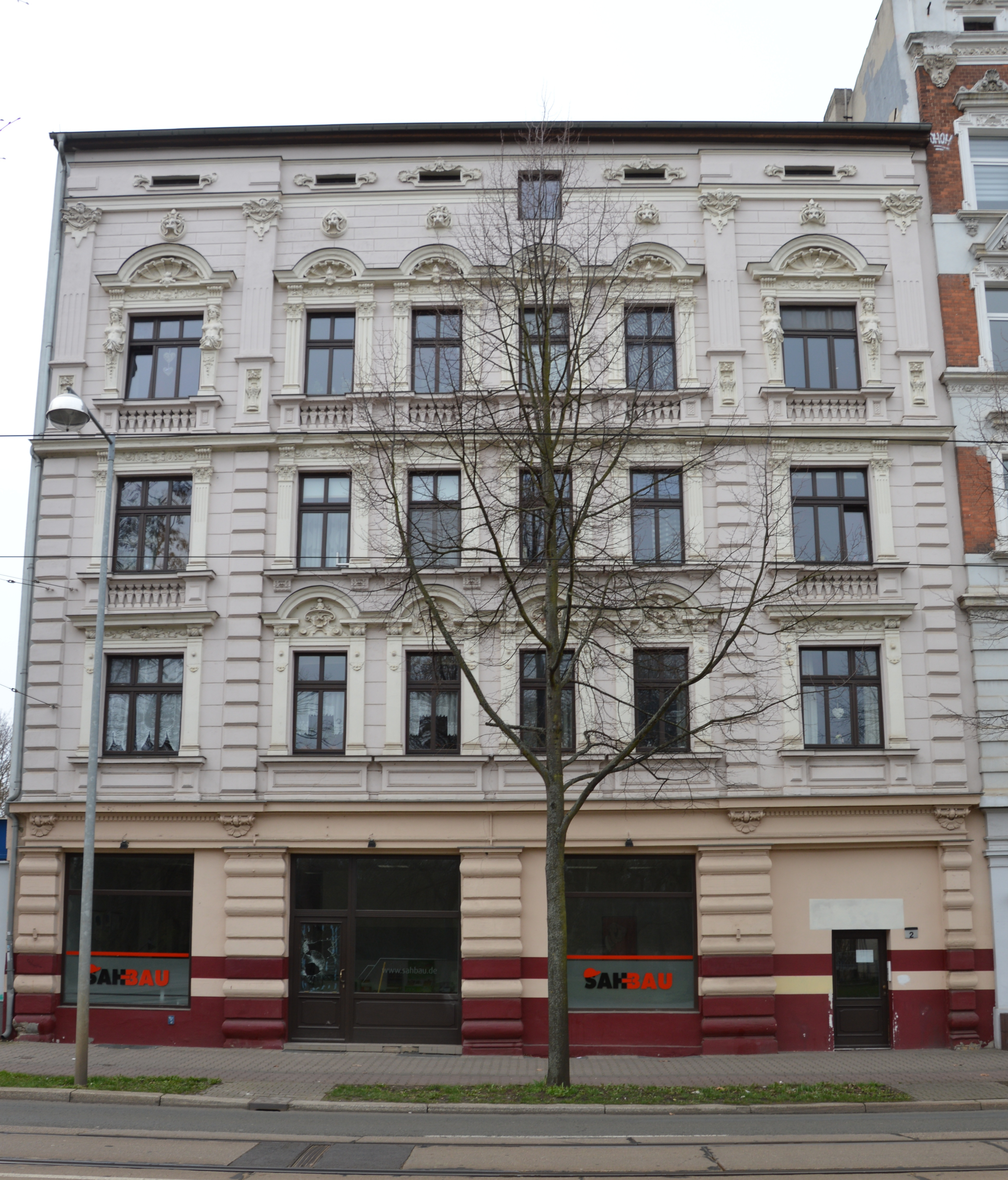
Wohn- und Geschäftshaus Leipziger Straße 2

Das Haus Leipziger Straße 2 ist ein denkmalgeschütztes Wohn- und Geschäftshaus in Magdeburg in Sachsen-Anhalt.

## Lage
Es befindet sich auf der Westseite der Leipziger Straße im Magdeburger Sudenburg. Nördlich grenzt das gleichfalls denkmalgeschützte Haus Leipziger Straße 1d an.

## Geschichte und Architektur
Das viereinhalbgeschossige Wohn- und Geschäftshaus wurde im Jahr 1892 als Gasthof und Ausspanne errichtet. Ausführender Baubetrieb und Eigentümer war das Baugeschäft Gebrüder Sträbel. Das Grundstück zog sich nach hinten über Eck bis zur etwas weiter nördlich verlaufenden Hellestraße hin. Die sechsachsige Fassade ist prächtig im Stil des Neobarock gestaltet und mit flachen Putzbändern gegliedert. Die beiden äußeren Achsen sind durch breitere Fenster und Scheinrisalite betont. Es besteht ein vielfältiger Schmuck aus Fassadenstuck mit Balustern, einfachen und Kolossalpilaster, Putten, Hermen, Muschelornamenten sowie Beschlag- und Rollwerk. Das Erdgeschoss ist rustiziert. Es besteht ein Mezzaningeschoss, welches mit flachen Fensterschlitzen versehen ist. Vom ursprünglichen Gebäude ist jedoch nur die straßenseitige Fassade und der linke Seitenflügel erhalten.
Im örtlichen Denkmalverzeichnis ist das Wohn- und Geschäftshaus unter der Erfassungsnummer 094 82737 als Baudenkmal verzeichnet.
Dem Gebäude wird eine das Straßenbild prägende Dominanz zugeschrieben.